# Migjorn
El Migjorn es una comarca española situada en la parte meridional de la isla de Mallorca, en la comunidad autónoma de las Islas Baleares. Este territorio se encuentra a las orillas del mar Mediterráneo, que configura su espacio al oeste, sur y este. Limita con Palma al noroeste, el Llano al norte y el Levante Mallorquín al noreste.
Está formada por cinco municipios, de los cuales el más poblado y extenso es Llucmajor; por el contrario, el municipio con menor número de habitantes y el de menor superficie es Las Salinas. Su capital tradicional e histórica es la ciudad de Llucmajor.
Como el resto de las comarcas baleares, sólo está reconocida a nivel geográfico, pero no a nivel político.

## Municipios
La comarca está conformada por los siguientes municipios:
|             | Municipio   | Superficie | Población (2020) | Densidad | Ayto. (2019) | Pedanías |
| ----------- | ----------- | ---------- | ---------------- | -------- | ------------ | --- |
| Campos      | Campos      | 149,69     | 11.283           | 75,38    | PP           | Alto de la Rápita (Dalt de sa Ràpita), Las Covetas (ses Covetes), El Palmer (es Palmer), El Paraíso (sa Vinyola), La Rápita (sa Ràpita) y La Sorda (sa Sorda) |
| Felanich    | Felanich    | 169,79     | 18.202           | 107,2    | EL PI        | Cala Ferrera, Cala Serena, es Carritxó, Cas Concos d'es Cavaller, s'Horta, Porto Colom (Portocolom), Son Mesquida, Son Negre, Son Prohens (Son Proenç) y Son Valls |
| Llucmajor   | Llucmajor   | 327,33     | 37.752           | 115,33   | PP           | El Arenal (s'Arenal), Bahía Azul (Badia Blava), Bahía Grande (Badia Gran), Bellavista, Cala Blava, Cala Pi, El Dorado (Tolleric), El Estañol (s'Estanyol de Migjorn), Maioris Décima (Maioris Dècima), Las Palmeras (ses Palmeres o Son Granada), Paso de Vallgornera (es Pas de Vallgornera), Puig de Ros (es Puigderrós), Son Verí Nuevo (Son Verí Nou), La Torre (sa Torre) y Vallgornera Nuevo (Vallgornera Nou) |
| Las Salinas | Las Salinas | 39,12      | 5.096            | 130,27   | PP           | Colonia de San Jorge (Colònia de Sant Jordi) |
| Santañí     | Santañí     | 124,86     | 12.373           | 99,09    | PP           | Alquería Blanca (s'Alqueria Blanca), Cala Figuera, Cala Llombards, Cala d'Or, Cala Santañí (Cala Santanyí) Calonge, Cap d'es Moro, La Costa, Llombards (es Llombards), Porto Petro (Portopetro) y Son Móger (Son Moja) |
|             | TOTAL       | 810,79     | 84.706           | 104,47   |              | |